# American Graffiti
American Graffiti è un film del 1973 diretto da George Lucas.
Nel 1995 American Graffiti è stato scelto per la conservazione nel National Film Registry della Biblioteca del Congresso degli Stati Uniti.
Nel 1998 l'American Film Institute l'ha inserito al settantasettesimo posto della classifica dei migliori cento film statunitensi di tutti i tempi, mentre dieci anni dopo, nella lista aggiornata, è salito al sessantaduesimo posto.

## Trama
Nel 1962, in una cittadina californiana, i quattro amici Curt, Steve, John e Terry si incontrano al tramonto nel parcheggio del Mel's Drive-In. Steve e Curt stanno per lasciare la città per frequentare un college nell'est, e questa è l'ultima sera che passano assieme. Mentre Steve non vede l'ora di andarsene, Curt ha dei dubbi. La ragazza di Steve, Laurie, sorella minore di Curt, non vorrebbe che lui partisse. Mentre girano in auto, Curt incrocia lo sguardo di una bellissima bionda alla guida di un'altra auto, che gli sorride e gli sussurra "Ti amo" prima di cambiare direzione. Incantato, la incrocia ancora durante i giri nella notte, ma non riesce mai a fermarla o a scoprire chi sia.
Intanto John, il più vecchio dei quattro, meccanico di professione e punto di riferimento per gli amici, è in giro alla ricerca di ragazze. Lo avvisano di un forestiero che lo cerca, per sfidarlo in una corsa clandestina. A un semaforo abborda un gruppo di amiche le quali, per scherzo, lo lasciano solo con una ragazzina minorenne. Quando cerca di liberarsene, questa minaccia di urlare di essere stata violentata se non le farà trascorrere una serata piena di emozioni, come le altre ragazze più grandi.
Steve affida la sua auto a Terry, fino al suo ritorno per le vacanze di Natale. Terry, che è l'unico dei quattro a non avere un'auto propria, ma solo uno scooter, non crede alla propria fortuna e si mette subito alla guida. Grazie all'auto riesce ad abbordare Debbie, una bionda svampita che, nonostante la bruttezza di lui e varie disavventure avvenute durante la notte, alla fine si diverte e, sorprendentemente, gli propone di rivedersi. Nel frattempo John, giocando d'astuzia, riesce a farsi dare l'indirizzo della ragazzina e a riaccompagnarla a casa.
Steve e Laurie litigano a proposito della partenza per il college e si lasciano; lei, per dispetto, accetta un passaggio da Bob Falfa, lo sfidante di John.
Curt si imbatte nei "Faraoni", una banda di teppisti, che lo costringono a seguirli nelle loro scorribande e a subire un'iniziazione: intrufolarsi sotto la vettura della polizia e fissare all'asse posteriore dell'auto un cavo legato a un pilastro. I poliziotti vengono poi provocati e partono a sirene spiegate, facendo staccare l'asse. Ora Curt sarebbe idoneo a diventare un Faraone, ma riesce a staccarsi dal gruppo e a proseguire la sua nottata: deciso a rintracciare la bionda misteriosa, va alla stazione radio da dove trasmette il D.J. "Lupo Solitario", per farle trasmettere una dedica.
Tutto converge all'alba verso la "Paradise Road" per la sfida: arriva anche Steve, che vede Laurie a bordo dell'auto di Falfa. Dopo la partenza bruciante, la vettura dello sfidante sbanda e si ribalta. Steve e John corrono a salvare Falfa e Laurie, prima che l'auto esploda. Laurie stringe Steve e gli chiede nuovamente di non abbandonarla. Lui le confessa di aver deciso di non partire. All'alba la misteriosa bionda telefona a Curt, rispondendo alla sua dedica. Come già gli avevano detto i Faraoni, la donna è una prostituta: questo elimina ogni dubbio sulla partenza per il college. Le didascalie finali informano sulla sorte dei protagonisti: John è morto nel 1964, travolto da un automobilista ubriaco; Terry è disperso in Vietnam nel 1965; Steve è un agente di assicurazioni in una piccola città; Curt è uno scrittore, residente in Canada.

## Produzione
Nel 1971 la Universal Pictures si accordò con Lucas affinché girasse due film: American Graffiti e Guerre stellari, ma lo studio rifiutò quest'ultimo, a causa del suo alto costo di realizzazione e della relativa inesperienza del regista con film costosi. Il film venne girato a Petaluma, in varie altre località in California e negli Universal Studios di Hollywood (dove venne realizzata la copia del "Mels Drive in" di San Francisco).
Il film è un omaggio nostalgico del regista alla sua gioventù e a quella dei ragazzi degli anni '60, attraverso un carosello di situazioni comiche, patetiche, grottesche e sentimentali, vissute da quattro amici nell'ultima serata passata assieme, prima di separarsi.
Ottenne incassi straordinari, vinse il Golden Globe e conquistò cinque nomination all'Oscar. Malinconico e autobiografico, lanciò la moda del film nostalgico e resta nella memoria soprattutto per la sua indimenticabile e pervasiva colonna sonora.

## Riconoscimenti
- 1974 – Premio Oscar
  - Candidatura al miglior film a Francis Ford Coppola e Gary Kurtz
  - Candidatura al miglior regista a George Lucas
  - Candidatura alla miglior attrice non protagonista a Candy Clark
  - Candidatura alla miglior sceneggiatura originale a George Lucas, Gloria Katz e Willard Huyck
  - Candidatura al miglior montaggio a Verna Fields e Marcia Lucas

- 1974 – Golden Globe
  - Miglior film commedia o musicale
  - Miglior attore debuttante a Paul Le Mat
  - Candidatura al miglior regista a George Lucas
  - Candidatura al miglior attore in un film commedia o musicale a Richard Dreyfuss

- 1975 – Premio BAFTA
  - Candidatura alla miglior attrice non protagonista a Candy Clark

- 1974 – Kansas City Film Critics Circle Award
  - Miglior film

- 1974 – New York Film Critics Circle Awards
  - Miglior sceneggiatura a George Lucas, Gloria Katz e Willard Huyck

## Colonna sonora

### Disco 1
1. Rock Around the Clock (Bill Haley and the Comets)
2. Sixteen Candles (The Crests)
3. Runaway (Del Shannon)
4. Why Do Fools Fall in Love (Frankie Lymon and the Teenagers)
5. That'll Be the Day (Buddy Holly)
6. Fannie Mae (Buster Brown)
7. At the Hop (Flash Cadillac & The Continental Kids)
8. She's So Fine (Flash Cadillac & The Continental Kids)
9. The Stroll (The Diamonds)
10. See You in September (The Tempos)
11. Surfin' Safari (The Beach Boys)
12. He's the Great Imposter (The Fleetwoods)
13. Almost Grown (Chuck Berry)
14. Smoke Gets in Your Eyes (The Platters)
15. Little Darlin' (The Diamonds)
16. Peppermint Twist (Joey Dee & The Starliters)
17. Barbara Ann (The Regents)
18. Book of Love (The Monotones)
19. Maybe Baby (Buddy Holly)
20. Ya Ya (Lee Dorsey)
21. The Great Pretender (The Platters)

### Disco 2
1. Ain't That a Shame (Fats Domino)
2. Johnny B. Goode (Chuck Berry)
3. I Only Have Eyes for You (The Flamingos)
4. Get a Job (The Silhouettes)
5. To the Aisle (The Five Satins)
6. Do You Wanna Dance (Bobby Freeman)
7. Party Doll (Buddy Knox)
8. Come Go with Me (Del Vikings)
9. You're Sixteen (Johnny Burnette)
10. Love Potion No. 9 (The Clovers)
11. Since I Don't Have You (The Skyliners)
12. Chantilly Lace (The Big Bopper)
13. Teen Angel (Mark Dinning)
14. Crying in the Chapel (Sonny Till & The Orioles)
15. A Thousand Miles Away (The Heartbeats)
16. Heart and Soul (The Cleftones)
17. Green Onions (Booker T. & the M.G.'s)
18. Only You (And You Alone) (The Platters)
19. Goodnight, Well It's Time to Go (The Spaniels)
20. All Summer Long (The Beach Boys)

## Influenza culturale
La macchina di John è targata THX 138, chiaro riferimento al film d'esordio di George Lucas: L'uomo che fuggì dal futuro. La celebre scena in cui la macchina della polizia viene legata con un cavo a un palo per staccarne l'asse posteriore è impossibile nella realtà. Il cavo visto nel film si spezzerebbe. Nel programma Miti da sfatare è stato dimostrato che servirebbe un cavo molto più spesso aiutato dalle viti dell'asse quasi staccate. Nel film la scena è stata realizzata con l'ausilio di esplosivi e di una rampa in modo tale che l'asse scivolasse dietro il paraurti posteriore. La scena della macchina della polizia viene ripresa nella nona puntata della prima serie televisiva di Dawson's Creek dal titolo Una serata fra amici. In quel caso Dawson si serve di una catena.

## Sequel
Del film è stato realizzato un sequel nel 1979 dal titolo di More American Graffiti diretto da Bill L. Norton e con lo stesso cast del film precedente (escluso Richard Dreyfuss). Distribuito in Italia con il titolo di American Graffiti 2.

## Fumetto
Le vicende narrate nel film sono state rivisitate, adattate e pubblicate in un fumetto Disney intitolato Paperopoli Graffiti con protagonista Paperino.